# Географија Кине
Народна Република Кина, је држава у источној Азији. Граничи се са 14 држава, а морем је одвојена од Тајвана, који сматра својим делом. Главни град је Пекинг.
НР Кина има обалу дугу 14.500 km и простире се на површини од 9,6 милиона km². Четврта је по величини земља на свету, као и најмногољуднија земља света са преко 1,35 милијарди становника. У Кини је у употреби 297 живих језика.

## Рељеф
Територија ове државе обухвата разноврсне типове рељефа. Више од 2/3 земље заузимају планински венци, брда и висоравни, пустиње и полупустиње. На истоку, уз обале Жутог и Источнокинеског мора, налази се пространа и густо насељена источнокинеска низија (90% становништва Кине), на северу Монголска висораван, а на западу се простиру високи планине. Међу њима најзначајније су Хималаји, са највишим тачком Кине на источној страни Монт Евереста.

## Хидрографија
Реке Кине чине унутрашње и спољашње системе. Спољашње реке, међу којима су Јангцекјанг, Амур, Бисерна река и Меконг се уливају у Тихи и Индијски океан (њихов слив покрива 64% државе).  Број унутрашњих река је мали и оне се налазе далеко једна од друге (њихов слив покрива око 36% државе). У Кини има пуно језера, која се такође могу поделити на спољашња и унутрашња.

## Клима
Клима Кине је веома разнолика - од суптропске на југу, до умерене на северу. На обали време одређују монсуни. Сезонско кретање ваздуха и пратећи ветар доносе велике количине влаге лети и релативно суве зиме. Долазак и трајање монсуна у великој мери одређују број и распоред падавина у земљи.

## Економија
Од почетка спровођења економских реформи 1978, Кина је постала економија са највећим растом у свету. Призната је нуклеарна сила и има највећу активну војску. Од 1971. године чланица Уједињених нација.
Кинески зид је највећа грађевина на свету. Простире се од степа средње Азије до Жутог мора, укупном дужином од 8.851 km. Данас је један од симбола Кине.

## Планине
Дугине планине представљају планински венац густо збијених слојева минерала и камења, који су разиграно распоређени у предивним дугиним бојама.